# Carles Soler i Arqués
Carles Soler i Arqués   (Viladrau, 1836 - Madrid, 1896) va ser un filòleg, historiador, antropòleg i pedagog català.
Entre els anys 1819 i 1836 es formà al Seminari de Vic. Es llicencià en filosofia i lletres a la Universitat de Saragossa. El 1862 esdevé catedràtic de l'Institut d'Osca. Un centre docent d'un bon nivell i ambient on estudia el jove Joaquín Costa. Fruit d'aquesta estada serà la publicació de Huesca monumental: ojeada sobre su historia gloriosa de 1864.
El 1870 es traslladà a l'Institut de Badajoz. Des d'on escriu Tribus primitivas un relat novel·lat i descriptiu sobre la problemàtica situació de les Hurdes publicat, el 1881, al periòdic El Tiempo de Madrid i sota les sigles C.S.A. Temps després esdevé professor de francès i anglès a l'Escola Central d'Arts i Oficis de Madrid. El 1888 és catedràtic de l'Institut Cardenal Cisneros d'aquella capital. Fou membre corresponent de la Real Academia de la Historia.
L'Academia de Ciencias Morales y Políticas premià dos monografies seves. La primera, de 1881, es un estudi dels costums socials i privats de la societat castellana del segle xvii a través de les obres de Carderón de la Barca. La segona es un treball ben significatiu del seu pensament social que porta per títol El ideal de la familia. On estudia l'evolució d'aquesta institució social i d'educació domèstica que culmina en la família cristiana.
Soler i Arqués és un dels escassos exponents del catolicisme social, un sector minoritari i marginal del catolicisme català i espanyol del segle xix. Des dels seus coneixements històrics i antropològics procura cercar un camí per donar resposta a les greus situacions de penúria obrera que comportà la industrialització i el capitalisme. Aquest moviment trobarà la seva referència en l'encíclica Rerum Novarum que publicà el papa Lleó XIII el 1891. En aquesta línia es troba la seva monografia sobre l'interès que en tot temps ha tingut l'Església d'afavorir la classe obrera i els mitjans que ha emprat per a procurar un benestar temporal en relació amb la vida eterna, la qual fou premiada pel bisbe de Vic Josep Morgades i Gili, en un certamen a Manlleu, el mateix any de la publicació de l'esmentada encíclica. Aquest treball fou publicat, traduït al castellà, amb el títol de El socialisimo y la Iglesia per la Revista Contemporánea.
També cal destacar el seu balanç sobre el sistema educatiu de la Restauració i especialment de l'educació secundària. Fa un examen crític de la Llei Moyano, de tant llarga vigència, i dels seus errors. Preocupat per l'avançament de l'educació secundària i els instituts proposa millores i canvis que especialment es troben recollits a la seva obra de maduresa Las reformas y la segunda enseñanza consideraciones sobre problemas, necesidades y desaciertos que publicà el 1891.

## La didàctica de les llengües modernes
Els plantejaments de Soler i Arqués sobre la didàctica de la llengua trenquen els esquemes establerts i àmpliament practicats en les escoles del seu temps. Parteix de les indicacions de Mariano Carderera que les llengües es poden aprendre de dues maneres: per la traducció o bé per la forma més natural o sigui aquella en què les mares ensenyen als seus fills. Aquesta és el camí més eficient i senzill. Tot remarcant que pensar en la gramàtica és absurd.
Partint d'aquesta premissa, Soler i Arqués, observa que el professorat segueix la tradicional rutina d'ensenyar en primer lloc la gramàtica de la llengua estrangera en comptes d'aprendre. Tot fent notar que és prou evident que la gramàtica no ensenya ni a parlar ni escriure. Més aviat indisposa l'actitud de l'alumne vers l'aprenentatge.
Indica que hem de basar-nos en l'anàlisi i l'observació com a elements de provada utilitat en la instrucció dels humans. Així, doncs, cal d'antuvi fer pràctica i en una segona fase abordar l'estudi i la teoria. Conseqüentment elabora un "mètode analític-pràctic" per a l'aprenentatge del francès. Un canvi de rumb molt important en una època d'extensa utilització de les metodologies basades en la traducció, fins i tot per a l'ensenyament del castellà a infants catalanoparlants.
Pel que fa a l'aprenentatge del francès, el 1866 publica Curso de lengua francesa. Més tard oferirà unes Lecciones de lengua francesa divididas en dos cursos que assoleix 15 edicions. En 1893 apareix el seu Novísimo Diccionario manual franco-español e hispano-francés.

## Obres[calcitació]
- Huesca monumental: ojeada sobre su historia gloriosa. 1864.
- El talismán de la bienandanza. 1856.
- De Madrid a Panticosa, viaje pintoresco a los pueblos históricos, monumentos y sitios legendarios del Alto Aragón. 1878
- Lecciones de lengua francesa. 1884.
- Ideal de la familia, 1887.
- Las reformas y la segunda enseñanza. 1891.
- La segunda enseñanza y las lenguas vivas. 1891.
- El socialisimo y la Iglesia 1892.
- Aquí y allí, bocetos sociales, 1892.
- Novísimo Diccionario manual franco-español e hispano-francés. 1893.
- Norte y mediodia. Sueños, tradiciones y caracteres recogidos al vuelo en el Alto Aragón y en la Extremadura. 1894.
- Lecciones, versión y traducción del segundo curso de lengua francesa. 1924.